# Manuleu (Sabuli)
Manuleu ist ein Ortsteil des osttimoresischen Ortes Metinaro im Verwaltungsamt Metinaro (Gemeinde Dili). „Kabura“ ist in der Landessprache Tetum der Name für einen essbaren Farn, der an Flussufern wächst.

## Geographie
Manuleu liegt im Zentrum von Metinaro im Suco Sabuli. Südöstlich befindet sich der Ortsteil Lebutun, westlich der Ortsteil Kabura, nördlich der Ortsteil Wenunuc und östlich im Suco Wenunuc der Ortsteil Priramatan. Durch Manuleu führt die Überlandstraße, die die Landeshauptstadt Dili mit Manatuto weiter Im Osten verbindet. Innerhalb von Metinaro heißt sie Avenida de Metinaro. Nördlich von ihr gehört Manuleu administrativ zur Aldeia Acadiru Laran, südlich zur Aldeia Behoquir.

## Einrichtungen
An der Avenida de Metinaro befinden sich das lokale Krankenhaus und die römisch-katholische Pfarrei von Metinaro mit der Kirche Nossa Senhora de Graça.